# 2099 Öpik
2099 Öpik (изговор Епик) је Марсов тројански астероид са средњом удаљеношћу од Сунца која износи 2,303 астрономских јединица (АЈ).
Апсолутна магнитуда астероида је 15,18.
Астероид је име добио по естонском астрофизичару Ернсту Епику.